# Metallic K.O.
Albums de Iggy and The Stooges
Raw Power
(1973) Open Up and Bleed
(1995)
Metallic K.O. est un album live des Stooges.
C'est une compilation de deux concerts captés au Michigan Palace, à Détroit : l'un le 6 octobre 1973, l'autre le 9 février 1974. Celui-ci est d'ailleurs le tout dernier concert du groupe (avant 2002), au cours duquel une bande de bikers énervés arrosèrent copieusement la scène avec tout ce qui leur tombait sous la main. On y entend d'ailleurs les fameuses « canettes de bière se briser sur les cordes des instruments » dont parlera plus tard Lester Bangs.
Le son de Metallic K.O. est de très faible qualité, les enregistrements ayant été effectués par James Williamson sur un simple magnétophone. Le disque, publié en 1976 par le label français Skydog, est longtemps resté le seul album live des Stooges.
L'intégralité des deux concerts est publiée en 1988 sur le double album Metallic 2X K.O..

## Titres

### Album original

#### Face 1
1. Raw Power – 5:29
2. Head On – 7:23
3. Gimme Danger – 6:45

#### Face 2
1. Rich Bitch – 10:52
2. Cock in My Pocket – 3:21
3. Louie Louie – 3:24

### Metallic 2X K.O.

#### Face 1
1. Raw Power – 5:40
2. Head On – 7:26
3. Gimme Danger – 7:26

#### Face 2
1. Search and Destroy – 4:35
2. Heavy Liquid – 6:23
3. I Wanna Be Your Dog – 1:00

#### Face 3
1. Open Up and Bleed – 4:15
2. I Got Nothin' – 4:18

#### Face 4
1. Rich Bitch – 10:45
2. Cock in My Pocket – 3:23
3. Louie Louie – 3:20